# Mikulin AM-35

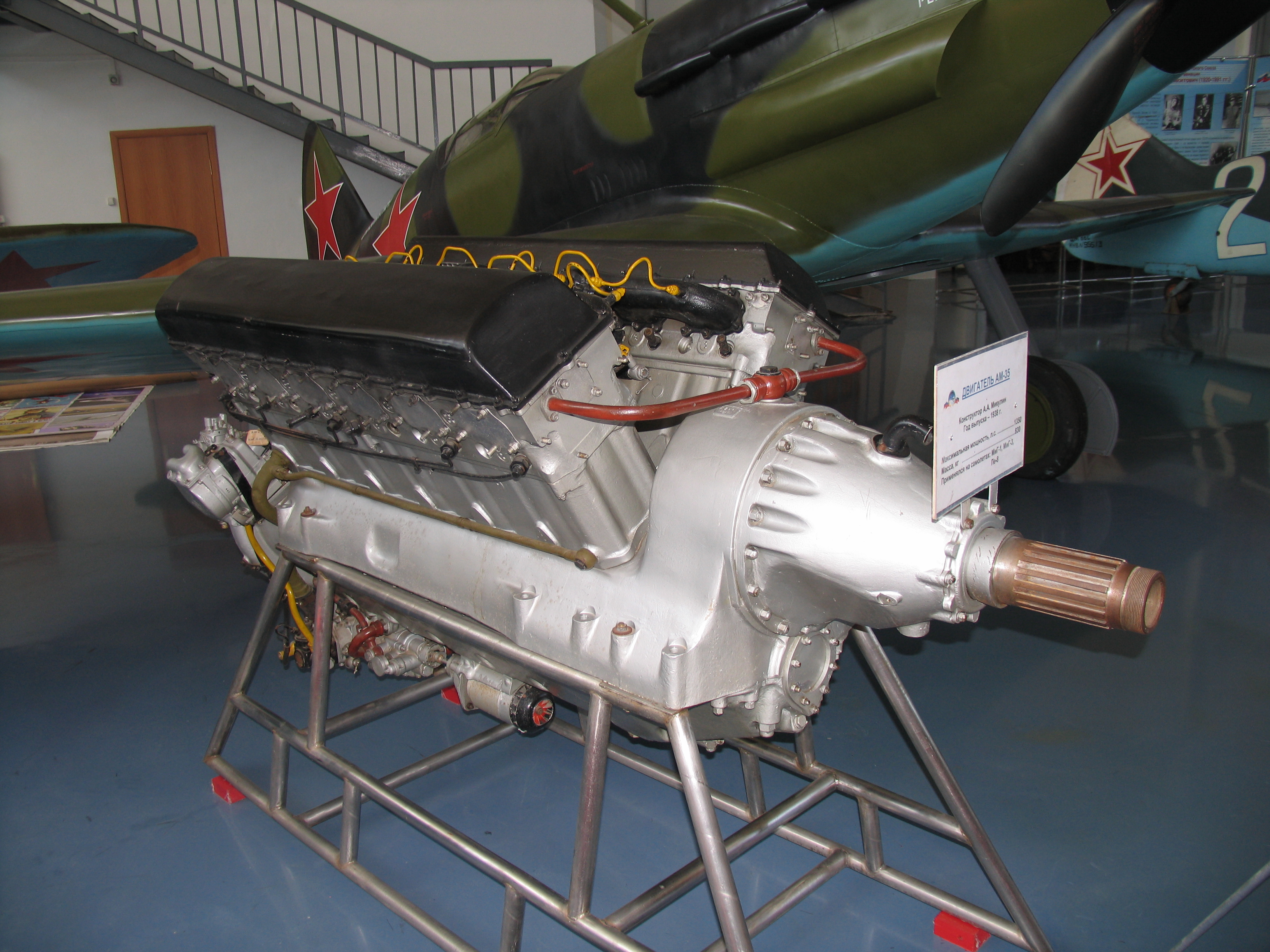
Mikulin AM-35

Mikulin AM-35 là một loại động cơ van đẩy (piston) máy bay của Liên Xô trong thập niên 1930. Bắt nguồn từ AM-34FRN, AM-35 bắt đầu được sản xuất vào năm 1940 và được sử dụng trên loại máy bay tiêm kích trong Chiến tranh Thế giới II của Liên Xô là MiG-1 và MiG-3 cũng như máy bay ném bom hạng nặng Petlyakov Pe-8. Loại động cơ này giống với động cơ AM-38F sử dụng trên Ilyushin Il-2 Shturmovik, và chế tạo tại cùng nhà máy (Kuybyshev, cuối năm 1941). Thực tế mà nói Mikulin bị bắt ép sản xuất AM-38F, do đó phải ngừng chế tạo AM-35.

## Thông số kỹ thuật (AM-35A)

### Đặc điểm kỹ thuật
- Kiểu: Động cơ van đẩy máy bay 12-xi lanh 60° Vee
- Đường kính xi lanh: 160mm (6.30 in)
- Khoảng chạy pitong: 190mm (7.48 in)
- Độ dịch chuyển: 46.66 L (2.847 in³)
- Chiều dài: 2402 mm (94.5 in)
- Chiều rộng: 866 mm (34.1 in)
- Chiều cao: 1089 mm (42.9 in)
- Trọng lượng khô: 830 kg (1.830 lb)

### Thành phần
- Bơm tăng nạp: Máy ly tâm hai tốc độ kiểu M-100 với buồng lạnh cuối
- Hệ thống làm lạnh: làm lạnh bằng chất lỏng

### Hiệu năng
- Công suất đầu ra: 993 kW (1.350 hp) at 2.050 rpm
- Mật độ công suất: 21.6 kW/L (0.47 hp/in³)
- Hệ số nén: 7.0:1
- Suất tiêu thụ nhiên liệu': 0.46 kg/km (1.64 lb/mile) theo tính toán, 0.38 kg/km (1.35 lb/mile) theo quan sát.
- Tỷ số công suất/trọng lượng: 1.21 kW/kg (0.74 hp/lb)